# 兵庫県立相生産業高等学校
兵庫県立相生産業高等学校（ひょうごけんりつあいおいさんぎょうこうとうがっこう）は、兵庫県相生市千尋町にある県立高等学校。愛称・略称は「相産」（あいさん）、「相生産業」（あいおいさんぎょう）。

## 設置学科
- 全日制
  - 機械科
  - 電気科
  - 商業科

- 定時制
  - 機械科

## 校訓
- 誠実
  - 誠実な品性を養い、常に責任ある行動をなし、信頼に足る人物の育成に努める。
- 創造
  - 基礎的な学力並びに技術を基盤として、自主創造の精神の養成に努める。
- 努力
  - たくましい身体と豊かな心を持ち、困難と試練に打ち克つ強固な意志を有する人材の育成を期する。

## 沿革
- 1944年2月11日 - 中堅造船技術員養成を目的として、相生市立相生造船工業学校の設立が認可される（造船科・機械科・電気科）。4月18日付で開校。
- 1945年4月1日 - 県立に移管。
- 1948年4月1日 - 学制改革に伴い、兵庫県立相生工業高等学校に改組。
- 1949年4月1日 - 機械科・電気科を募集停止。
- 1952年4月1日 - 龍野実業高等学校相生分校（定時制）を移管し、夜間定時制課程を新設（普通科・機械科）。全日制機械科の募集を再開。
- 1959年4月1日 - 相生市立相生高等学校を統合し、現在の兵庫県立相生産業高等学校と改称。全日制普通科・商業科・家庭科を増設。
- 1962年4月1日 - 播磨造船所の社員教育を主目的として昼間定時制機械科を新設、夜間定時制普通科を募集停止。
- 1963年4月1日 - 家庭科を被服科に改組。
- 1977年4月1日 - 普通科を募集停止。
- 1980年3月31日 - 昼間定時制課程を閉課。
- 1981年3月31日 - 新築校舎竣工。
- 1986年4月1日 - 造船科を募集停止。
- 1987年5月16日 - 新築校舎竣工完了。
- 2009年4月1日 - 被服科の生徒募集を停止。
- 2011年3月31日 - 被服科を廃止。

## 交通アクセス
- 自動車道
  - 山陽自動車道龍野西IC→国道2号線（岡山方面）→JR相生駅付近南方へ（相生市街内へ）→国道250号線赤穂方面へ→相産
- 公共交通機関
  - JR赤穂線 西相生駅下車 徒歩5分

## 出身者
- 田原隆雄 - 前岡山県備前市長、元岡山県日生町長